# 清真寺

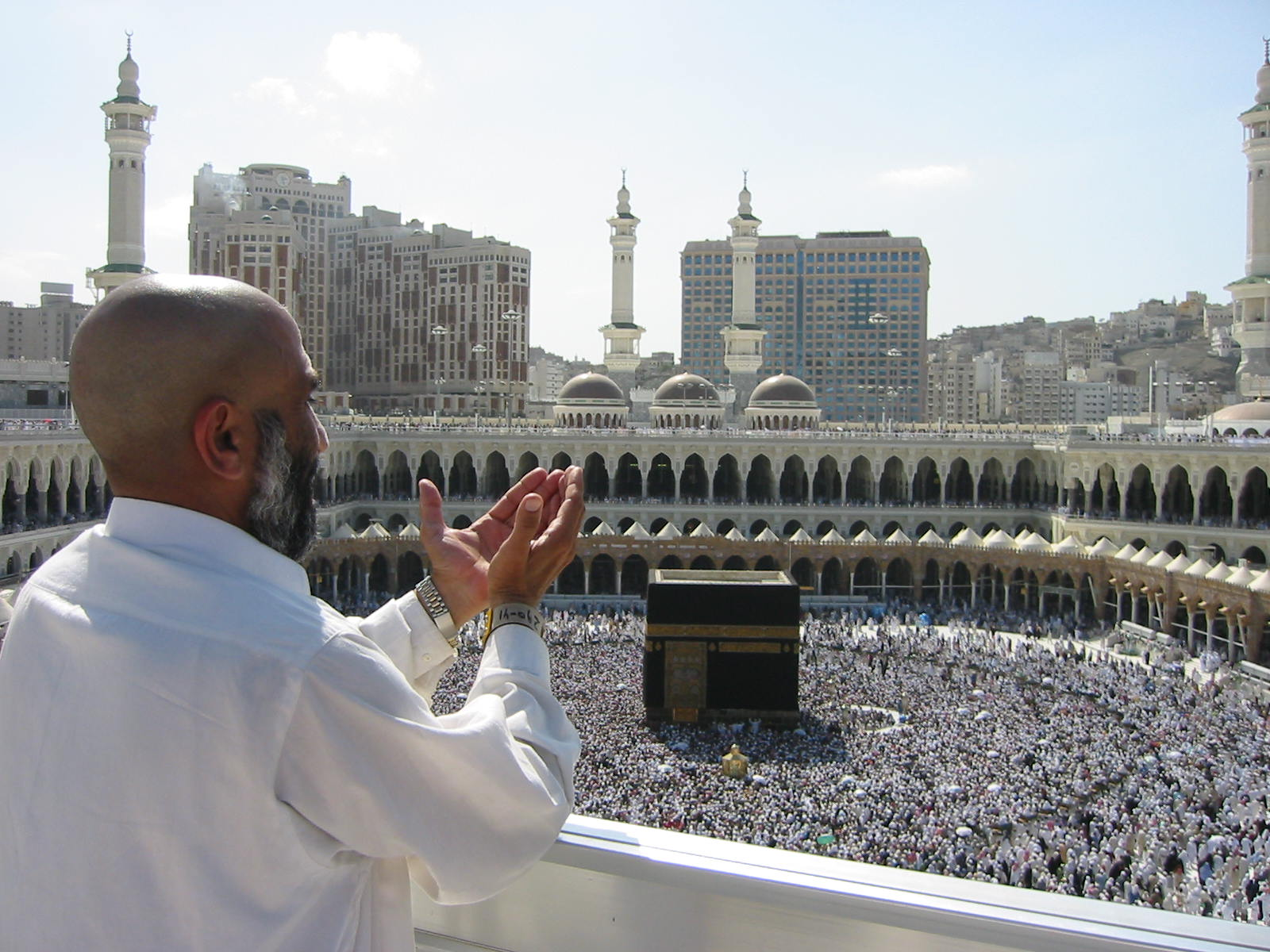
禁寺跟克爾白是回教史的第一座回教堂，也是回教最神圣的地方

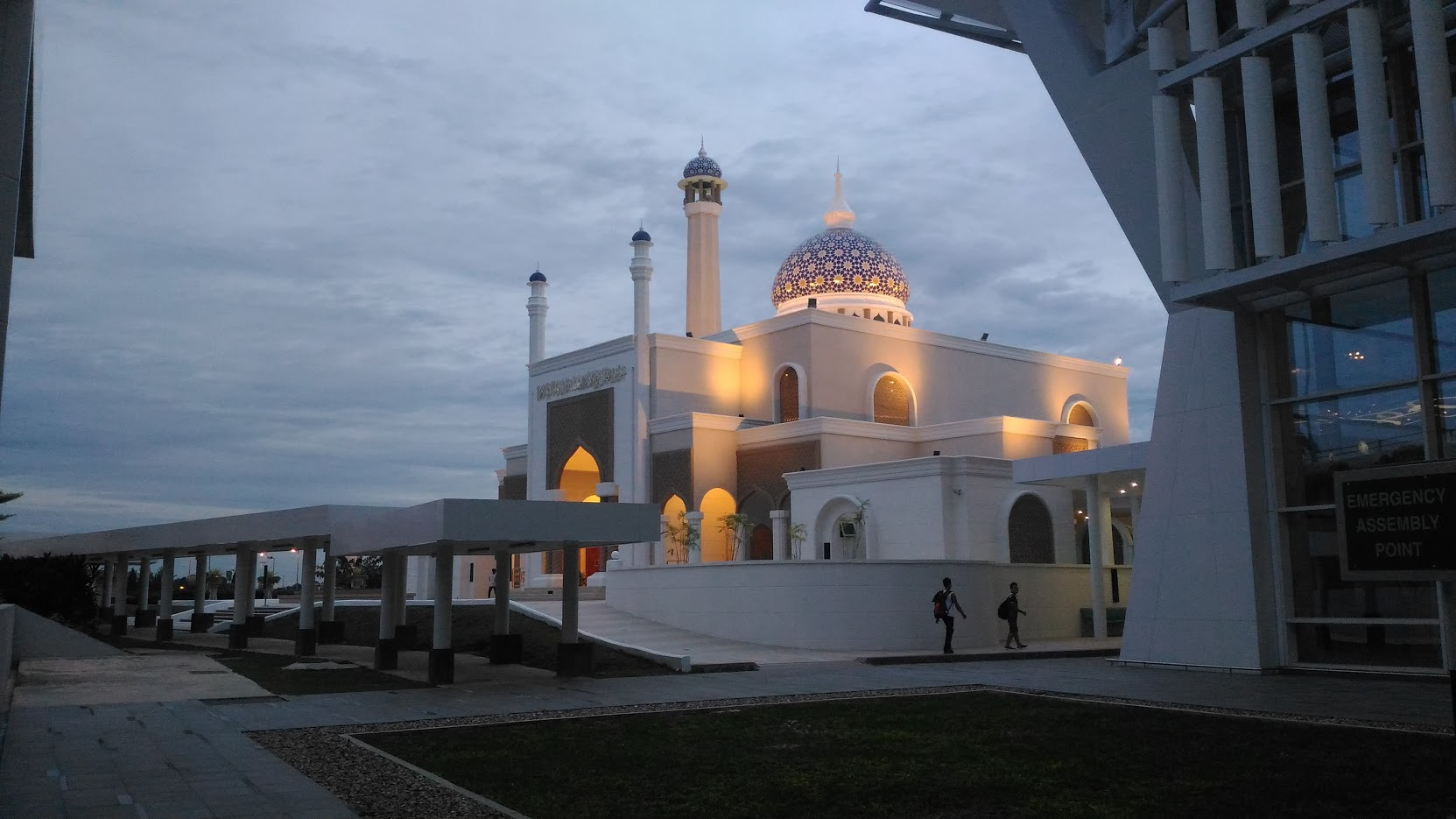
汶萊國際機場外清真寺Airport Mosque

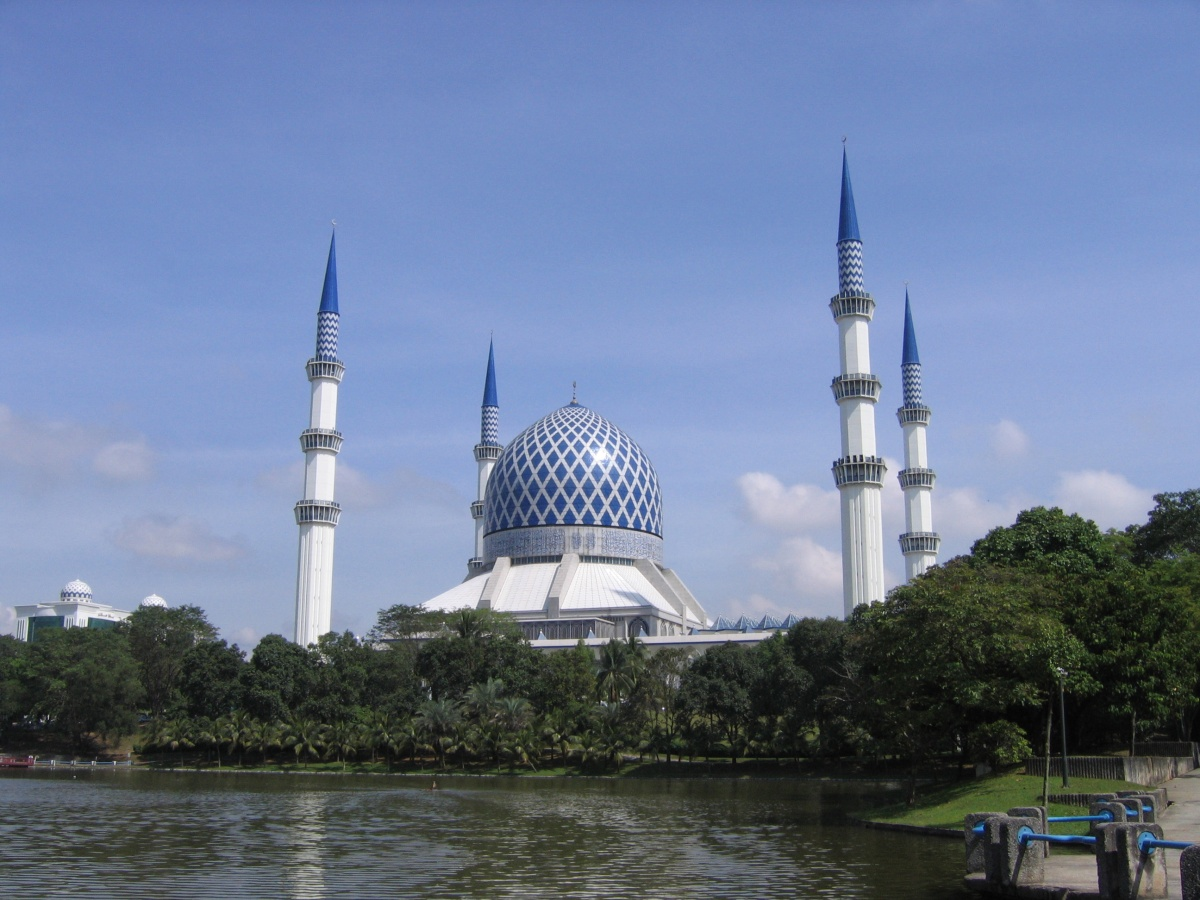
馬來西亞最大的清真寺：苏丹沙拉胡汀阿都阿兹沙回教堂。在東南亞僅次於印尼雅加達的伊斯蒂克拉爾清真寺

清真寺（阿拉伯语：单数مسجد / جامع masjid / jāmiʿ，复数 /   masājid / jawāmiʿ），又称回教堂、回教寺、礼拜寺，麥斯智德、是供穆斯林群眾使用的宗教场所。
对于什么宗教场所可视作回教堂，遜尼派的回教法学裡有严格以及具体的要求，不符合规定的场所则称作礼拜处。正式被划定为回教堂的场地（通常是更大综合建筑物的一小部分）有严格的使用限制，而回教法规定，一旦某个场地被正式划定为回教堂，该场所将直到末日都作为回教堂用途，如同不容許伊斯蘭領土重新成為非穆斯林領土，被非穆斯林摧毀或占用的情形是絕對不容許的（僅為理論，比如西班牙科尔多瓦主教座堂正是從科尔多瓦清真寺改變的，因伊比利半島重新由非穆斯林統治緣故）。
许多回教堂都有精致的圆顶、宣礼塔和礼拜殿，各有独特的建筑风格。回教堂起源于阿拉伯半岛，如今所有人类聚居的大陆裡均能发现其踪影，用作穆斯林（回教徒）礼拜的地方，也可以作传达信息、教育以及争议解决等用途。回教堂的会众由伊玛目带领祷告。

## 词源

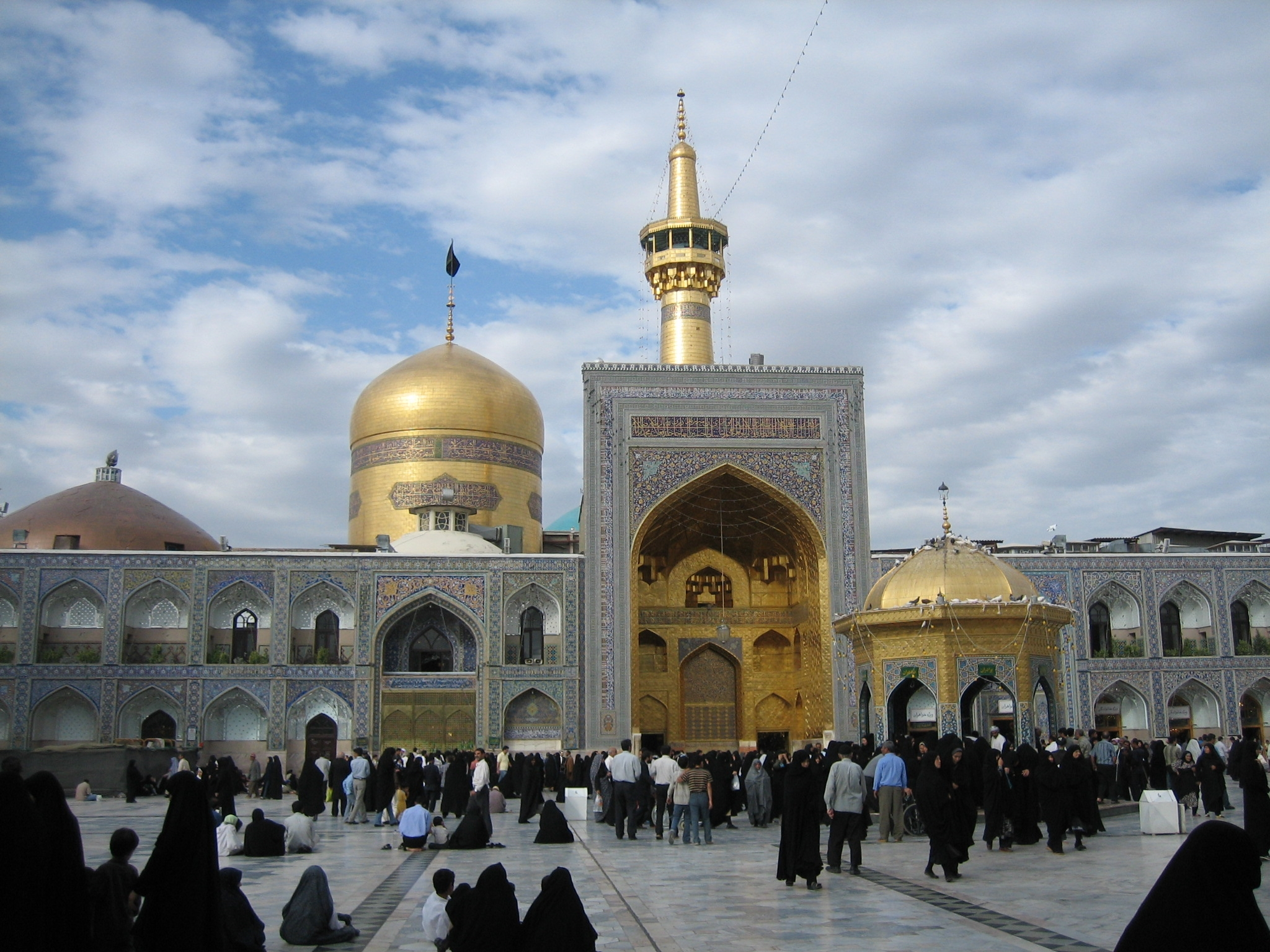
位于伊朗马什哈德的伊玛目礼萨圣陵，什叶派主流派别十二伊玛目派尊奉的第八任伊玛目阿里·里达（伊朗称阿里·礼萨）即安葬于此

阿拉伯文的مسجد masjid一词，其词根为سجد sajada，意为“拜倒”，因为穆斯林礼拜时需要拜倒叩拜。

### 中文译名
伊斯兰教在唐代传入中国后，其名称经历了演变的过程。起初称“麦斯吉德”，随着伊斯兰教在中国传播，以及与中国文化的结合，各种按照中国人理解而产生的称谓层出不穷。如“礼堂”“礼拜堂”“礼拜寺”“清教寺”“真教寺”等。
明洪武元年(1368年)，敕建金陵礼拜寺时，朱元璋御书《百字赞》：“降邪归一，教名清真，穆罕默德，至贵圣人……”北京东四清真寺于明正统十二至十三年(1447－1448)建成，皇帝赐匾额为“清真寺”。此后，“清真”一词逐渐被伊斯兰教界普遍接受。
“清真”一词，在汉语中原作清洁、自然、质朴解，曾被社会广泛使用。
中国伊斯兰教借用“清真”一词后，将其本来之意附加伊斯兰教教义作出解释。明末清初伊斯兰教大学者王岱舆在其著作中作出权威解释：“纯洁无染谓之清，诚一不二谓之真。”又说：“吾教自生民以来，不拜像，灭诸邪，故谓之清；独尊一，无二主，故谓之真。”
此后，“清真”成为伊斯兰教的专用词，人们把伊斯兰教礼拜场所称为“清真寺”，把表白信仰的作证词(万物非主，唯有真主，穆罕默德，真主使者)称为“清真言”，把符合伊斯兰教规定、可供穆斯林食用的食品称为“清真食品”，把售卖清真食品的店面称为“清真餐馆”。

## 历史
全世界的第一座回教堂通常被认为是位于麦加、以克尔白为中心的禁寺。早在公元638年起，禁寺就扩大了若干次，为的是容纳日益增多、住在禁寺周边地区或每年前往麦加朝圣的回教徒。也有意见认为史上第一座回教堂则应该是坐落在今麦地那的库巴回教堂，因为这是穆罕默德先知在622年从麦加迁移时建造的第一座建筑。

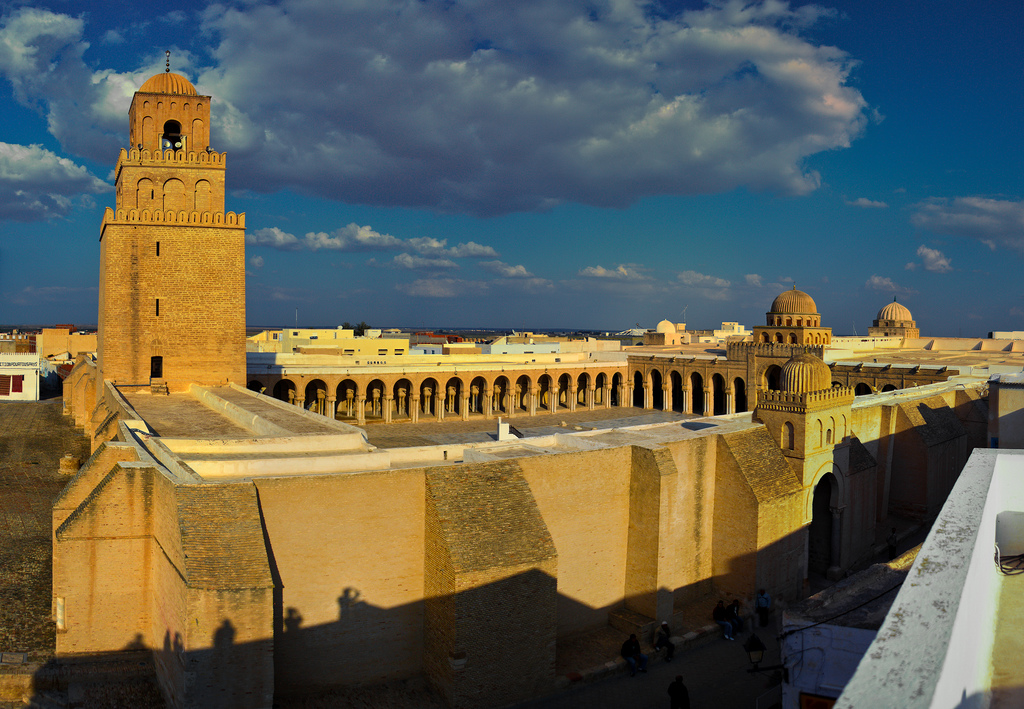
坐落于突尼斯的凯鲁万大回教堂是穆斯林西区最古老的回教堂

穆罕默德先知接着在麦地那亲自再建设一座回教堂，现称作先知回教堂，并帮助开拓回教堂作为伊斯兰城市的重点的概念。先知回教堂的一些特点，在当今回教堂也仍常见，其中包括设于礼拜殿后墙正中处的小拱门的米哈拉布以及讲台敏拜尔，该回教堂也建有一个大庭院，回教堂自此都常见这样的设计。

## 宗教和社会角色

### 礼拜
清真寺最主要的功能是为穆斯林提供一个专门的集体敬拜场所，满足穆斯林履行五时礼拜的需要。

### 文化教育
随着学校、研究所和大学等专门机构的出现，清真寺在世俗科学领域的作用有所下降，但它仍然是公众学习宗教的目的地。

### 慈善机构
清真寺通过慈善委员会向有需要的人家庭提供资助，施舍食物、分发物资或者慈善委员会募集富人的捐款并将其分发给有需要的人。

## 现代政治角色

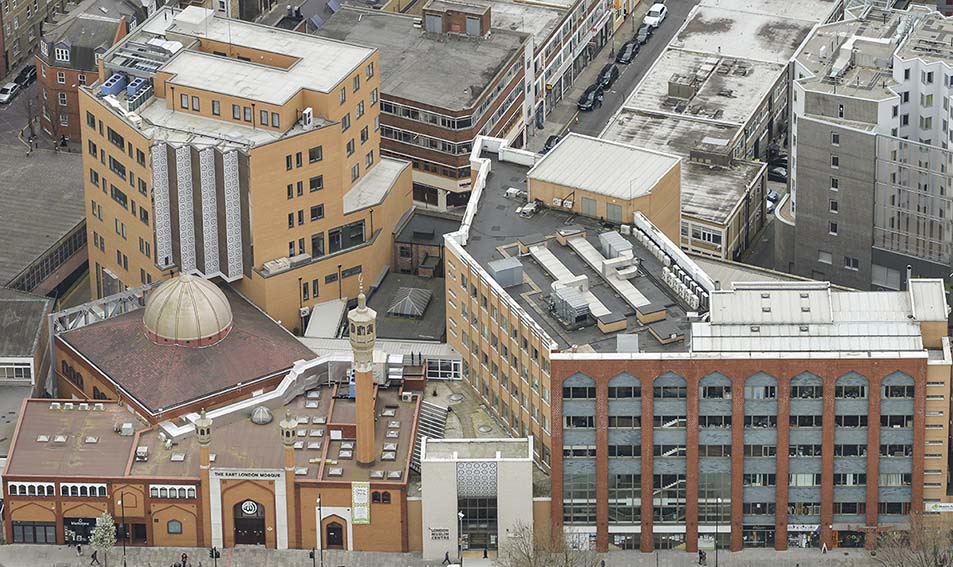
东伦敦回教堂是英国第一座获准使用扩音器来播放宣礼的清真寺。

20世纪末，作为政治用途的回教堂数量日渐增多，而当今西方世界的回教堂通常也会倡导民间参与。正因为回教堂在社群裡的重要性，所以回教堂被用来宣扬与非信徒的和平共存，即使是在逆境中。
大型回教堂有时也会扮演政治角色，如孟加拉、巴基斯坦、伊朗和伊拉克（2003年后）等伊斯兰国家的伊玛目会定期在星期五的祷告上宣扬政治主张，其他伊斯兰国家的伊玛目则一般禁止谈及政治课题。

### 宣扬
回教徒为少数群体的国家和地区比回教徒占主体的大中东国家和地区更有可能会通过回教堂作为倡导民间参与的一种方式。美国的回教堂会主办选民登记和民间参与运动，以促进通常是第一代或第二代的穆斯林移民参与政治。正因如此，再加上回教堂也会尝试及时告知穆斯林居民有关穆斯林社群所面临的问题，回教堂的人员更有可能参加示威、在请愿书上签名或涉及其他政治活动。

## 清真寺的级别
- ，masjid jāmiʿ，是指举行周五聚众进行聚礼的清真大寺。此种类型的清真寺建筑多数建筑规模宏大，内外装饰精美，是城市、地區的伊斯蘭宗教中心。
- ，masjid，是指举行日常礼拜的清真寺。
- ，muṣallá，穆薩拉，是指举行日常的礼拜处，有可能是一个房间、或者一个棚子，亦或是简单的铺设草席的一处礼拜场。

## 建筑组成

清真寺的布局

清真寺内不得有任何形式的偶像，即没有任何人物、动物、图腾和标志的雕像、画像，也不需要任何供品（因为造物主-真主-是无求的 主），只有围绕的柱廊，中心一个大拱顶，主要的墙要向着麦加的卡巴方向，墙中间有一个凹下的壁，叫做米哈拉布（محراب‎），是指示穆斯林礼拜方向的。壁中有一座带阶梯的高台，是在主麻日时，为伊玛目站在上面带领诵读《古兰经》、讲道、宣布消息--等用的，叫敏拜尔（منبر），诵读《古兰经》时不得有任何道具或乐器及音乐和歌唱。底下一般铺有地毯，因为穆斯林需要赤脚礼拜。清真寺外面或一进门地方有自来水或喷泉，要求穆斯林洗净手、脸、脚（小净）后才能礼拜。不同清真寺有为区隔男女礼拜有不同设计和设施。女性多数在家礼拜，很少到清真寺礼拜。有穆斯林带领下非穆斯林是允许进入礼拜殿的。穆斯林在清真寺内礼拜时要排成长排，跪拜俯伏在地、以额触地、礼和拜独一无二的造物主——真主。

### 宣礼塔
由于《古兰经》要求穆斯林每日要做五次礼拜，时间是日出前、正午后、下午时、日落和进入黑夜。在古代没先进的报时和通讯工具 ，因此会设置一名专职宣礼员根据天色和日影的变化，站在高处进行唤礼提醒穆斯林大众礼拜。后来清真寺出现了宣礼塔，每到礼拜时间，就有唤礼者在塔上大声呼唤，有的大清真寺四周有几个宣礼塔。现代都装有扩音器，不再或很少上宣礼塔唤礼(Azan)，但是某些传统清真寺仍保留宣礼员上塔唤礼这一方式。

## 建筑风格

### 阿拉伯风格
阿拉伯风格的特点是简单的方形或长方形建筑，其中有一个祈祷厅，其屋顶是由棕榈树或者椰枣树的叶子制成的。清真寺的入口处有一个无顶的中庭。
这种建筑风格一直持续到阿巴斯王朝时期。

### 波斯风格
这种风格流传于伊朗、阿富汗、巴基斯坦、中亚，以及莫卧儿时代之前的印度。它出现在塞尔柱时代，从十世纪开始。它的特点是伊万（إيوان）、拱门、祈祷厅上方的圆顶以及带有两个尖塔的入口。建筑物表面的传统瓷砖可以说是波斯风格清真寺中最重要的装饰元素。布哈拉有很多此种风格的清真寺。

### 奥斯曼土耳其风格
奥斯曼土耳其风格的真寺的特点是在祈祷大厅中部上方有一个巨大的中央圆顶，一些小圆顶可能与它相邻，甚至在一些非指定祈祷场所的上方也有这种小圆顶。有些人认为土耳其风格受到拜占庭建筑的影响。代表建筑为蘇丹艾哈邁德清真寺。

### 莫卧儿风格
这种风格主要流传于印度半岛，它是从16世纪开始受波斯风格的影响而出现的。它的特点是有一个大院子，院子里有四个伊万，其中一个通向祈祷厅，祈祷厅的顶部有三五个大圆顶。德里清真寺和比德尔清真寺就是这种风格的代表。

### 其他

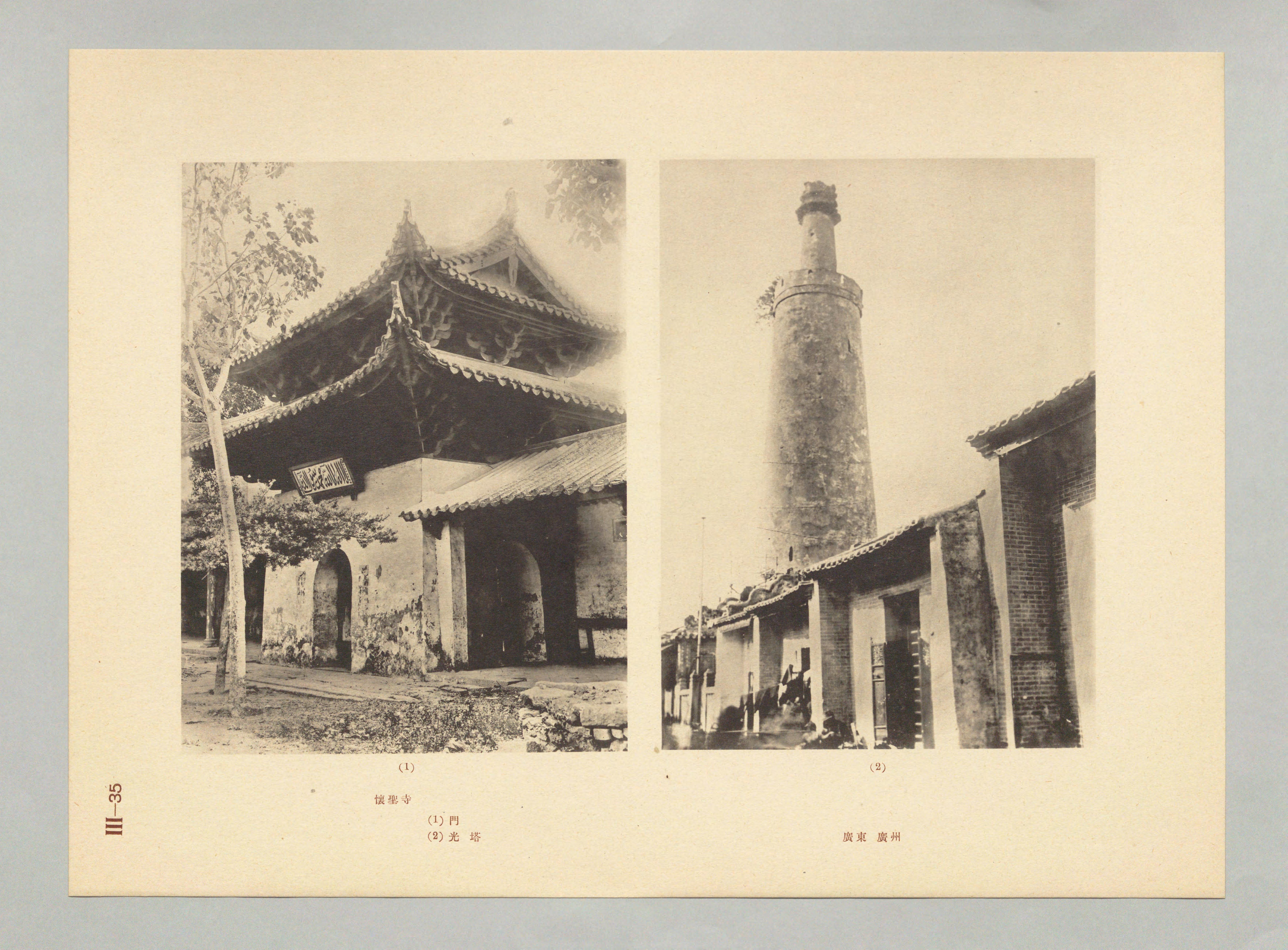
中国现存最早的清真寺，始建于唐代，广州越秀怀圣寺。

除了上述风格以外清真寺亦有其他建筑风格，比如北京的牛街清真寺就是典型的中国传统建筑风格。

## 清真寺的管理

### 政府管理
在穆斯林国家主要由宗教基金负责管理，提供相关许可和运营经费，也会提供业务指导。
在非穆斯林国家由宗教部门进行管理。

### 内部管理

#### 中国（大陆）
根据《清真寺民主管理办法》在当地伊斯兰教协会指导下，实行民主管理，负责清真寺教务、寺务、财务和其他有关事务的管理。清真寺之间不得形成隶属关系。

### 引用
1. 1 2  . Qa.sunnipath.com. 2005-07-03  [2011-11-03]. （原始内容存档于2011-10-19）.
2. ↑  "masjid, n.". OED Online. December 2011. Oxford University Press. .
3. ↑  . www.chinanews.com.cn.   [2023-07-24]. （原始内容存档于2023-07-24）.
4. ↑  Kuban 1974，第1頁
5. ↑  Dumper & Stanley 2007，第241頁
6. ↑  Tajuddin 1998，第135頁
7. 1 2  Chiu 2010，第67–8頁
8. ↑  Cosman & Jones 2008，第610頁
9. ↑  Eade, John. . Metcalf, Barbara Daly  (编). . Berkeley: University of California Press. 1996  [2015-04-19]. ISBN 0520204042. （原始内容存档于2015-04-27）. As one of the few mosques in Britain permitted to broadcast calls to prayer (azan), the mosque soon found itself at the center of a public debate about “noise pollution” when local non-Muslim residents began to protest.
10. ↑  . Der Spiegel. 2006-04-19  [2010-10-31]. （原始内容存档于2012-05-16）.
11. 1 2  Jamal, Amany. . Teachers' College – Columbia University.   [2006-04-22]. （原始内容存档于2007-09-28）.
12. ↑  中国伊斯兰教协会. . 中国国家宗教事务局. 2023-09-27  [2024-03-19]. （原始内容存档于2024-07-03）.

## 扩展阅读
- Arberry, A. J.  1st. Touchstone. 1996. ISBN 978-0-684-82507-6.
- Campanini, Massimo, Mosque, in Muhammad in History, Thought, and Culture: An Encyclopedia of the Prophet of God (2 vols.), Edited by C. Fitzpatrick and A. Walker, Santa Barbara, ABC-CLIO, 2014. ISBN 978-1-61069-177-2
- Hawting, Gerald R. . Routledge. 2000. ISBN 978-0-415-24072-7.
- Khan, Muhammad Muhsin; Al-Hilali Khan; Muhammad Taqi-ud-Din.  1st. Dar-us-Salam Publications. 1999. ISBN 978-9960-740-79-9.
- Kramer (ed.), Martin. . Syracuse University. 1999. ISBN 978-965-224-040-8.
- Kuban, Doğan. . Brill Academic Publishers. 1974. ISBN 978-90-04-03813-4.
- Lewis, Bernard. . Open Court. 1993. ISBN 978-0-8126-9217-4.
- Lewis, Bernard. . Oxford University Press. 1994. ISBN 978-0-19-509061-1.
- Lewis, Bernard. . Oxford University Press. 1996. ISBN 978-0-19-510283-3.
- Mubarkpuri, Saifur-Rahman. . Dar-us-Salam Publications. 2002. ISBN 978-1-59144-071-0.
- Najeebabadi, Akbar Shah. . Dar-us-Salam Publications. 2001. ISBN 978-1-59144-034-5.
- Nigosian, S. A.  New. Indiana University Press. 2004. ISBN 978-0-253-21627-4.
- Rahman, Fazlur.  2nd. University of Chicago Press. 1979. ISBN 978-0-226-70281-0.
- Walker, Benjamin. . Peter Owen Publishers. 1998. ISBN 978-0-7206-1038-3.
- Kahera, Akel. . Austin TX: University of Texas Press. 2008. ISBN 0-292-74344-0.